# Papiermühle (Vohenstrauß)
Papiermühle ist ein Weiler in der nördlichen Oberpfalz und Ortsteil der Stadt Vohenstrauß.

## Geographische Lage
Der Weiler Papiermühle liegt im Vorderen Oberpfälzer Wald etwa 1,3 km nördlich von Vohenstrauß und 2 km nördlich der Autobahn A6.
Papiermühle liegt am Ufer des Fahrenberger Bachs.

## Geschichte
Im 18. Jahrhundert gehörte Papiermühle zum Amt Vohenstrauß. Dieses umfasste neben Vohenstrauß selbst die Orte Altenstadt, Fiedlbühl, Ölschlag, Papiermühle, Fürstenmühle, Neuwirtshaus, Oberlind, Unterlind, Obertresenfeld und Untertresenfeld.
Zu dieser Zeit hatte Papiermühle 1 Anwesen.
Papiermühle gehörte zum 1808 gebildeten Steuerdistrikt Altenstadt. Zu diesem gehörten neben Altenstadt selbst Obertresenfeld, Untertresenfeld, Fiedlbühl, Kößlmühle, Oelschlag, Papiermühle.
Papiermühle war 1830 als Ortschaft belegt. Sie gehörte zunächst zur Gemeinde Altenstadt, dann durch die Gemeindereform ab 1972 zur Gemeinde Vohenstrauß.

## Einwohnerentwicklung
| Jahr | Einwohner | Gebäude |
| ---- | --------- | ------- |
| 1838 | 16        | 2       |
| 1871 | 6         | 3       |
| 1885 | 6         | 1       |
| 1900 | 13        | 2       |
| 1913 | 14        | 1       |
| 1928 | 14        | 1       |

| Jahr | Einwohner | Gebäude |
| ---- | --------- | ------- |
| 1950 | 4         | 1       |
| 1961 | 10        | 2       |
| 1970 | 12        | k. A.   |
| 1987 | 8         | 3       |
| 2011 | 15        | k. A.   |